# Карло Маурі

Карло Маурі під час першосходження на Гашербрум IV

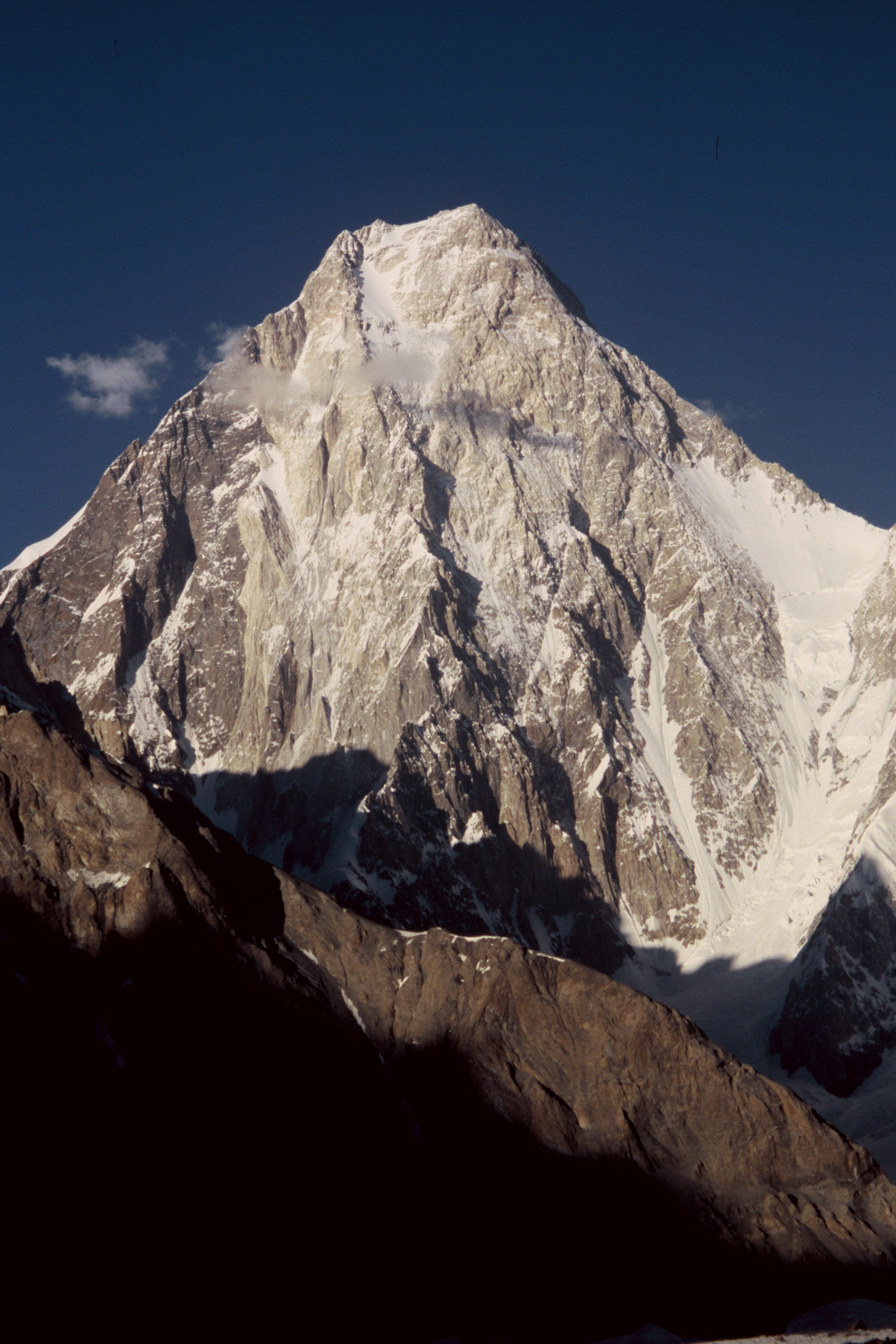
Гашербрум IV

Карло Маурі (італ. Carlo Mauri; 25 березня 1930 — 31 травня 1982) —  італійський  альпініст і мандрівник.
Народився в селі Ранчо-ді-Лекко на півночі Італії. Перше сходження здійснив у 15 років. Серед його ранніх гірських сходжень в  Альпах особливо примітні два: перше зимове сходження за маршрутом  Комічі по північному фасаду Чима-Гранде-ді-Лаваредо і перше одиночне сходження на вершину Пуар на гірському масиві Монблан.

## Основні досягнення
1956 — досяг вершини Монте-Сарм'єнто на Вогненній Землі (Чилі).
1957 — Патагонія (Аргентина) — першосходження на вершину Сьєрра-Морено з Бонатті.
1958 — будучи учасником експедиції Ріккардо Кассіна в горах Каракоруму, він разом з Вальтером Бонатті здійснив першосходження на вершину Гашербрум-IV (7925 м).
1961 — потрапив до лікарні (нещасний випадок у горах). У лікарні пролежав 4 роки — вийшов у 1965 р.
1965 — Аргентина — вершина Аконкагуа.
1966 — Перу — вершина Невадо-Уруашрайн; Бразилія — вершина Ріо-Намунда.
1967 — Австралія — експедиція до аборигенів; Нова Гвінея — експедиція до аборигенів; сходження на Монте-Віллем; Нова Зеландія — сходження на Новозеландські Альпи.
1967—1968 — на Південний Полюс і сходження на Еребус.
1968 — перепис білих ведмедів в Арктиці.
1969 — перехід через Атлантичний океан на човні «Ра-I» Тура Хейєрдала.
1970 — перехід через Атлантичний океан на «Ра-II» Тура Хейєрдала.
1971 — експедиція для вивчення індіанських племен у Бразилії; Танзанія (Африка) — сходження на Кіліманджаро; участь в експедиції на Еверест.
1972—1973 — експедиція за маршрутом Марко Поло від Венеції до афгано-китайського кордону.
1974 — участь у навколосвітніх вітрильних перегонах.
1975 — Азія-Америка, зйомки фільмів про подорожі.
1977 — на міжнародному кінофестивалі в Тренто перша премія за найкращий фільм про альпінізм.
1977—1978 — експедиція з Туром Хейердалом на човні «Тигріс».
1979 — СРСР, поїздка по Уралу і Сибіру.
1980 — «Соляний караванний шлях» — експедиція на конях від Дольчеануа на Лігурійському морі до Женеви — зйомка фільму для Швейцарії та Італії.
Все це Маурі виконав з правою ногою, яка була коротшою на 3 см.
У 1961 р. Маурі зламав праву гомілку, і вона стала коротшою на 3 см, пізніше сформувався хибний суглоб, розвинулася деформація стопи. Численні операції за 20 років нічого не дали, почалися ускладнення. Завдяки знайомству з Юрієм Сенкевичем Карло Маурі потрапив в 1981 р. на лікування до радянського травматолога-ортопеда Г. А. Ілізарова, який розробив унікальну методику компресійно-дистракційного остеосинтезу. Успішний результат лікування послужив поштовхом для популяризації методу за межами СРСР.
К. Маурі — автор книги «Когда риск — это жизнь» (М.: Физкультура и спорт, 1986).
Помер від інфаркту міокарда в Лекко 31 травня 1982 р.

## Ресурси Інтернету
- Карло Маурі — альпініст, мандрівник, фотограф. Сайт «Альпіністи Північної столиці» [Архівовано 14 жовтня 2012 у Wayback Machine.]
- Пудова Т. Тільки вперед!
- Маурі К. Коли ризик — це життя